# Numia lermia
Numia lermia là một loài bướm đêm trong họ Geometridae.